# マロナの幻想的な物語り
『マロナの幻想的な物語り』（マロナのげんそうてきなものがたり、フランス語: L'extraordinaire voyage de Marona、ルーマニア語: Călătoria fantastică a Maronei）は2019年の長編アニメーション映画。監督はアンカ・ダミアン、脚本はアンゲル・ダミアン。

ある犬の一生についての映画。犬は様々な飼い主を転々とし、ペットとしての試練を乗り越えることを学ぶ。興行収入は$49714。

## あらすじ
車に衝突されて、犬の語り手はその生涯を追憶する（枠物語）。彼女の母は血統書付きで、父は乱暴である。9人きょうだいの末っ子として生まれたので、彼女はナイン（9）と呼ばれた。
家族から引き離された彼女は帰ることをすぐに諦め、曲芸師マローネに拾われるまでしばらくさまよった。マローネは彼女をアナと名付け、つつましく世話をする。通りで曲芸をしつつあちこち旅する生活は楽しかった。アナは初めて人間への愛を学んだ。極めて忠実になり、生活状況に満足した。しかし、彼女はマローネが夢を叶えるのを彼女自身が邪魔していると理解する。マローネがいかに不幸せか見たので、彼女は逃げると決める。
再び路上生活をすると、建設労働者イシュトヴァンが彼女を見つける。イシュトヴァンは彼女に毎日食べ物を運んだ。彼女の3番目の名前はサラになった。結局、彼は彼女を病気の母の家に連れて行くと決める。母がサラを傷つける事故の後、自分自身が引き取ることにする。彼の妻ははじめペットに熱心に見えたが、すぐうんざりした。サラはイシュトヴァンが不幸せだと悟り、逃げるのが1番だと思う。
公園を彼女は歩き、少女ソランジュに発見される。ソランジュは彼女を連れていくことにし、マロナと名付ける。ソランジュは母、祖父と住んでいた。祖父ははじめマロナを疑わしく思っていたが、愛するようになる。
何年か経ち、ソランジュはティーンエイジャーになった。ソランジュはマロナを散歩に連れていき、おそらくはパーティーに行くために木につないで立ち去った。マロナは逃げだし、ソランジュの後を追った。そして、マロナは車に引き殺された。

## キャスト
※括弧内は日本語吹替
- マロナ：リジー・ブロシュレ（英語版）（のん）
- 曲芸師マノーレ：ブルノ・サロモネ（フランス語版）（小野友樹）
- イシュトヴァン：ティエリー・アンシス（フランス語版）（平川新士）
  - イシュトヴァンの母親：アニー・メルシエ（笹島かほる）
  - イシュトヴァンの妻：（南條ひかる）
- ソランジュの子供時代：シレル・メ・イバート（原涼子）
  - ソランジュの思春期：マイラ・シュミット（夜道雪）
  - ソランジュの母メディーア：ナタリー・ブトゥフ（駒形友梨）
  - ソランジュ祖父：（弦徳）
- その他

医者：（川上晃二）、獣医：（浅水健太朗）、通行人１：（林瑞貴）、通行人２：（福山あさき）、イシュトヴァンの妻の友人１：（拝師みほ）、イシュトヴァンの妻の友人２：（武藤志織）

## 評価

### 批評
2025年4月時点で、レビュー収集サイトRotten Tomatoesで、『マロナの幻想的な物語り』は24レビューに基づき96％の支持を得ている。Metacritic（加重平均方式）で、7レビューに基づき100点満点中77点を得て、広く好まれているとされた。
独特な映像の手法が称賛され、批評家からほとんど肯定的なレビューを得ている。ニューヨーク・タイムズでテオ・バグビーは、「さまざまなスタイルから集めた要素を使って、画像がコラージュのように張り付けられている」と述べた。手書きとコンピューターの独特なコンビネーションはCBRのルーベン・バロンによって、「手書きとクレヨンの走り書きがデジタルと共存し、極めてなめらかなものから非常なリミテッド・アニメーションまでアニメーションの幅が広く、時々異なる要素が同じショットの中にある」と指摘された。
『マロナの幻想的な物語り』は典型的なストーリー展開を避けたことでも評価されている。代わりに、財産と思慮深い愛という主題を追求した。マット・ゾラー・サイツは、「これはありふれた存在の話だ。生きる意味とは何か述べている。子供や大業を成し遂げた人でなくとも、年を取り、死に、愛の遺産を残し、後悔する」と述べた。

## 受賞
ヨーロッパ映画祭賞はノミネートのみ。
| 年     | 選考                                             | 賞                                         |
| ------ | ------------------------------------------------ | ------------------------------------------ |
| 2019年 | 富川国際アニメーション映画祭                     | 長編アニメ映画賞                           |
| 2019年 | ストラスブールヨーロッパファンタスティック映画祭 | 特別審査員賞                               |
| 2019年 | ヨーロッパ映画祭賞                               | 長編アニメーション賞                       |
| 2020年 | ダブリン国際映画祭                               | 長編アニメーション賞                       |
| 2020年 | 東京アニメアワードフェスティバル                 | グランプリ （東京都知事賞もあわせて授賞）  |
| 2021年 | 文化庁メディア芸術祭アニメーション部門           | 優秀賞                                     |
| 2021年 | アヌシー国際アニメーション映画祭                 | アンドレ・マルタン賞（フランス長編映画賞） |